# Cepphis aurantia
Cepphis aurantia là một loài bướm đêm trong họ Geometridae.